# Mamífer verinós

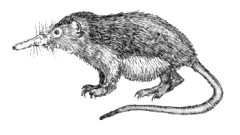
L'almiquí (Solenodon cubanus) té una mossegada verinosa.

Els mamífers verinosos són aquells que produeixen verí, que utilitzen per matar o debilitar les preses o per defensar-se dels depredadors. Als ecosistemes actuals, els mamífers verinosos són bastant rars. El verí és molt més comú en altres vertebrats: rèptils (com les serps), amfibis (com les granotes verí de sageta) o peixos (com el peix pedra). No hi ha ocells que ataquin o es defensin amb verí però alguns causen enverinament si són menjats, com el pitohuí, o l'ifrit.
Sembla que els mamífers verinosos foren més comuns al passat. S'han trobat dents canines de fa seixanta milions d'anys de dues espècies extintes, Bisonalveus browni i un altre mamífer no identificat. Mostren solcs que segons alguns paleontòlegs indiquen una mossegada verinosa. Tanmateix, altres científics han qüestionat aquesta conclusió car molts mamífers no verinosos vivents (com molts primats, coatís i ratpenats) també tenen solcs profunds al llarg de les seves canines, suggerint que aquest caràcter no sempre representa una adaptació per injectar verí.
Per explicar la raresa de mamífers verinosos, Mark Dufton de la Universitat de Strathclyde ha suggerit que els mamífers actuals no necessiten verí perquè són prou intel·ligents i efectius com per matar ràpidament mitjançant les dents o les urpes, mentre que el verí, poc importa com de sofisticat sigui, pren temps a debilitar la presa. De fet, l'almiquí, un eulipotifle verinós, és foragitat dels seus hàbitats naturals a Cuba per gossos, gats i mangostes introduïdes.
Els ornitorrincs poden injectar verí amb unes urpes de les potes del darrere.